# 9222 Chubey
9222 Chubey este un asteroid din centura principală, descoperit pe 19 decembrie 1995, de Takao Kobayashi.